# Deep Chills
Deep Chills är ett studioalbum av Lords of Acid som gavs ut den 10 april 2012.
Det är Lords of Acid femte studioalbum.

## Låtlista
| Nr  | Titel                | Längd |
| --- | -------------------- | ----- |
| 1.  | Little Mighty Rabbit |       |
| 2.  | Drowning in Ecstasy  |       |
| 3.  | Long Johns           |       |
| 4.  | Sole Sucker          |       |
| 5.  | Pop That Tooshie     |       |
| 6.  | Love Bus             |       |
| 7.  | Children of Acid     |       |
| 8.  | Hot Magma            |       |
| 9.  | Medicine Man         |       |
| 10. | Censorship Blows     |       |
| 11. | Slip N Slide         |       |
| 12. | Mary Queen of Slots  |       |
| 13. | Paranormal Energy    |       |
| 14. | Surfin' Hedgehog     |       |

## Medverkande
- Maurice Engelen (aka Praga Khan) - Sång, synt och programmering
- Mea Fisher (aka DJ Mea) - Sång
- Andre Karkos (aka Virus) - Gitarr
- Murv Douglas - Bas
- Kirk Salvador - Trummor och elektroniska slagverk
- Erhan Kurkun - Musik och arrangemang